# Gewapend beton

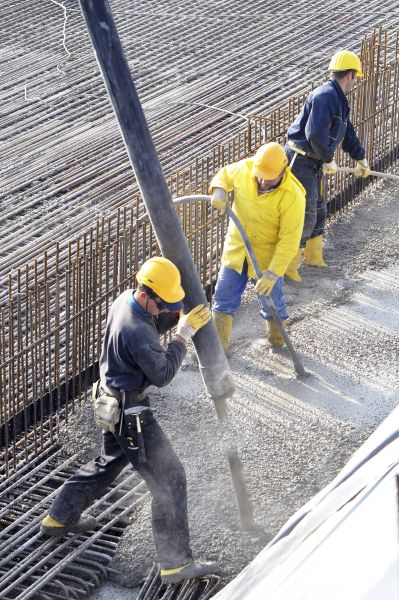
Storten van beton op de wapening

Gewapend beton is een combinatie van beton en wapeningsstaal. Wapening bestaat uit stalen staven die de trekkrachten opnemen, terwijl het beton drukkrachten opneemt. Zo wordt scheurvorming vermeden of sterk beperkt. Een materiaal dat uit twee verschillende materialen bestaat en hierdoor nieuwe eigenschappen krijgt wordt ook wel een composiet genoemd. 

## Geschiedenis
Onder meer de Fransen Joseph-Louis Lambot en Joseph Monier leverden halverwege de 19e eeuw als eersten belangrijke bijdragen aan de ontwikkeling van het gewapend beton. François Hennebique vond rigide beugelsystemen uit met een groot praktisch belang. De theoretische bijdrage van Paul Christophe legde de basis van de latere bouwnormen.

## Werking

### Weerstand tegen trekkrachten

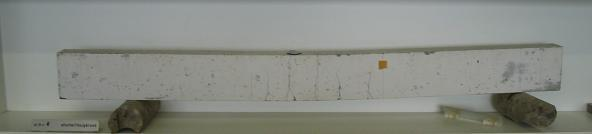
Op buiging belaste betonbalk: druk aan de bovenkant, trek aan de onderkant

Beton kan grote drukkrachten weerstaan, maar is niet goed bestand tegen trekkracht, omdat het een korrelige structuur heeft. De korrels (doorgaans grind en zand) worden bijeengehouden door cement - de 'lijm' in het materiaal. De lijmsterkte van het cement bepaalt in feite de trekkracht van het beton. Bij een te grote trekkracht vormen zich scheuren in het materiaal. Als er zich eenmaal een scheur gevormd heeft, gaat het van kwaad tot erger, doordat de trekkracht zich rond de scheur concentreert – daar is de balk dan immers op zijn smalst; de trekspanning (kracht per eenheid oppervlakte) wordt steeds hoger. Het gevolg is het bezwijken van de constructie.
Als een betonnen balk of plaat op buiging belast wordt, ontstaan plaatselijk trekkrachten. Dat is bijvoorbeeld het geval bij een betonnen balk die op twee steunpunten rust. Door het eigen gewicht en eventueel andere belasting zal de balk in het midden doorbuigen. Daardoor treden aan de onderkant van de balk trekkrachten op en aan de bovenkant drukkrachten. Als een balk of plaat doorloopt over meerdere steunpunten, of aan het uiteinde is ingeklemd, treedt rond die steunpunten of inklemmingen aan de bovenkant trek op en aan de onderkant druk.
Omdat staal goed trekkrachten kan opnemen, worden op de plaatsen waar trekkrachten optreden stalen staven in het beton opgenomen; de wapening. Wanneer de druk te hoog wordt en het beton kan bezwijken, zal op die plaatsen drukwapening worden aangebracht.
De trekkracht van beton wordt praktisch gelijk aan 0 genomen. Dit heeft tot gevolg dat er, behalve in constructie-onderdelen die puur in druk belast worden (zoals korte kolommen), altijd een minimale wapening zal zitten in een betonnen structuur. In dergelijke structuren is scheurvorming in de zone met trekspanningen normaal en duidt deze niet op het falen van de structuur, mits de scheurwijdte niet te groot is (maximaal zo'n 0,3 mm). Het draagvermogen van de betonnen structuur neemt hierdoor niet af; het staal neemt immers de trekspanning op, niet het beton.

### Combinatie met staal

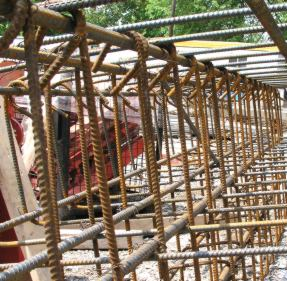
Wapeningsstaal

Om de cohesie tussen het beton en het staal nog te verbeteren, worden de staven gewoonlijk bij het walsen van ribbels voorzien van 'torstaal' of 'torwastaal'. Hierdoor krijgen de staven spiraalvormige ribbels met een groter oppervlak dan glad betonstaal, waardoor het staal beter in het beton hecht. Als dat nog niet voldoende aanhechting oplevert, kan men rechte of ronde haken buigen aan de uiteinden van de staven, zodat de staven niet uit het beton getrokken kunnen worden.
Meestal hoeft er slechts een geringe hoeveelheid staal gebruikt te worden om een voldoende sterkte te verkrijgen. De hoeveelheid wapeningsstaal wordt uitgedrukt in het percentage staal in de oppervlakte in een loodrechte doorsnede van het element en varieert van 1% voor de meeste balken en platen, tot 6% voor sommige kolommen. Wapeningsstaven zijn rond en variëren in diameter van 6 tot 40 mm, oplopend in stappen van 2 mm. Ook gegalvaniseerd staal wordt gebruikt.
In constructiedelen die men zo dun mogelijk wil maken, of door ruimtegebrek, kan het wapeningsstaal bovendien gebruikt worden om, behalve de trekkrachten, ook een deel van de drukkrachten op te nemen (drukwapening). Dat gebeurt bijvoorbeeld in kolommen. Bij over meerdere steunpunten doorlopende balken of platen, waarin de trekkracht afwisselend aan de bovenkant en aan de onderkant optreedt, werd het staal in een zigzagpatroon door de balk gebogen, ook om de schuine trekkrachten op te nemen. Door het arbeidsintensieve en dus dure buigwerk wordt dit tegenwoordig niet meer gedaan. Er worden nu alleen rechte staven boven en onder in de balk of plaat gelegd, ter plaatse van de trekkrachten. Nabij de opleggingen worden in balken eenvoudig meer 'beugels' geplaatst om de schuine trekkrachten op te nemen. Deze beugels nemen de optredende dwarskrachten op in de ligger/plaat.

### Praktijk
Gewapend beton bevat stalen staven/voorgespannen draden die de trek- en of drukkrachten opnemen, de zogenaamde trekwapening en drukwapening en zo het materiaal versterken op die plaatsen waar het beton tekortschiet. Het wapeningsstaal wordt vooraf in een houten of stalen vorm, de bekisting of kortweg 'de kist', aangebracht. Dat is gewoonlijk het werk voor een betontimmerman en een ijzervlechter. Hierna wordt betonspecie in de bekisting gestort en verdicht met een motorisch aangedreven trilnaald. De wapening wordt hierdoor volledig in het beton ingebed. Na maximaal 28 dagen moet het beton de ontwerpsterkte hebben bereikt. Als een gewapend-betonelement hierna belast wordt, neemt het beton de drukkrachten op en het staal de trekkrachten.
Het succes van gewapend beton is op de volgende eigenschappen gebaseerd:
- Beton kan goed drukkrachten opnemen echter maar matig trekkrachten. Die tekortkoming qua trekkrachten wordt opgelost door de toepassing van wapeningsstaal.
- Beton en staal hechten goed aan elkaar
- De uitzettingscoëfficiënt van beton is vrijwel gelijk aan die van staal. Dat voorkomt inwendige spanningen ten gevolge van temperatuurschommelingen
- Beton beschermt staal tegen roesten, doordat het een hoge pH-waarde heeft.

## Gebreken aan gewapend beton

### Betonrot
Corrosie en vorst kunnen slecht ontworpen of uitgevoerde gewapend betonconstructies beschadigen. Als ijzer roest, zet het uit. Daardoor leidt het roesten van wapening tot scheuren in het beton en kan het beton afbrokkelen. Vorstschade ontstaat doordat water door het betonoppervlak naar binnen dringt en bevriest. Door het uitzetten van het bevriezende water in haarscheurtjes worden de scheuren vergroot, wat tot verbrokkelen leidt, waardoor de constructie het uiteindelijk begeeft. Door binnendringen van chloorhoudende zouten kan het staal versneld gaan roesten.
Door de wapening met een bepaalde hoeveelheid beton af te dekken (bijvoorbeeld 40-50 mm, dekking geheten), kan betonrot vertraagd worden. De minimale dekking hangt af van de vastgestelde milieuklasse beton waar het gewapende beton zich in bevindt.

### Alkali-silicagelreactie
Een alkali-silicagelreactie kan plaatsvinden tussen cement en de (normaal gezien inerte) toeslagmaterialen. Het doet het beton uitzetten, wat tot scheuren leidt. Deze reactie gebeurt alleen in een vochtig klimaat bij aanwezigheid van reactieve toeslagmaterialen in cement met een hoge hoeveelheid alkalische stoffen.